# Koldenbüttel
Koldenbüttel (nordfriesisch Koolnbütel, niederdeutsch Kombüddel, dänisch Koldenbyttel oder Koldenbøl) ist eine Gemeinde im Kreis Nordfriesland in Schleswig-Holstein.

## Geografie

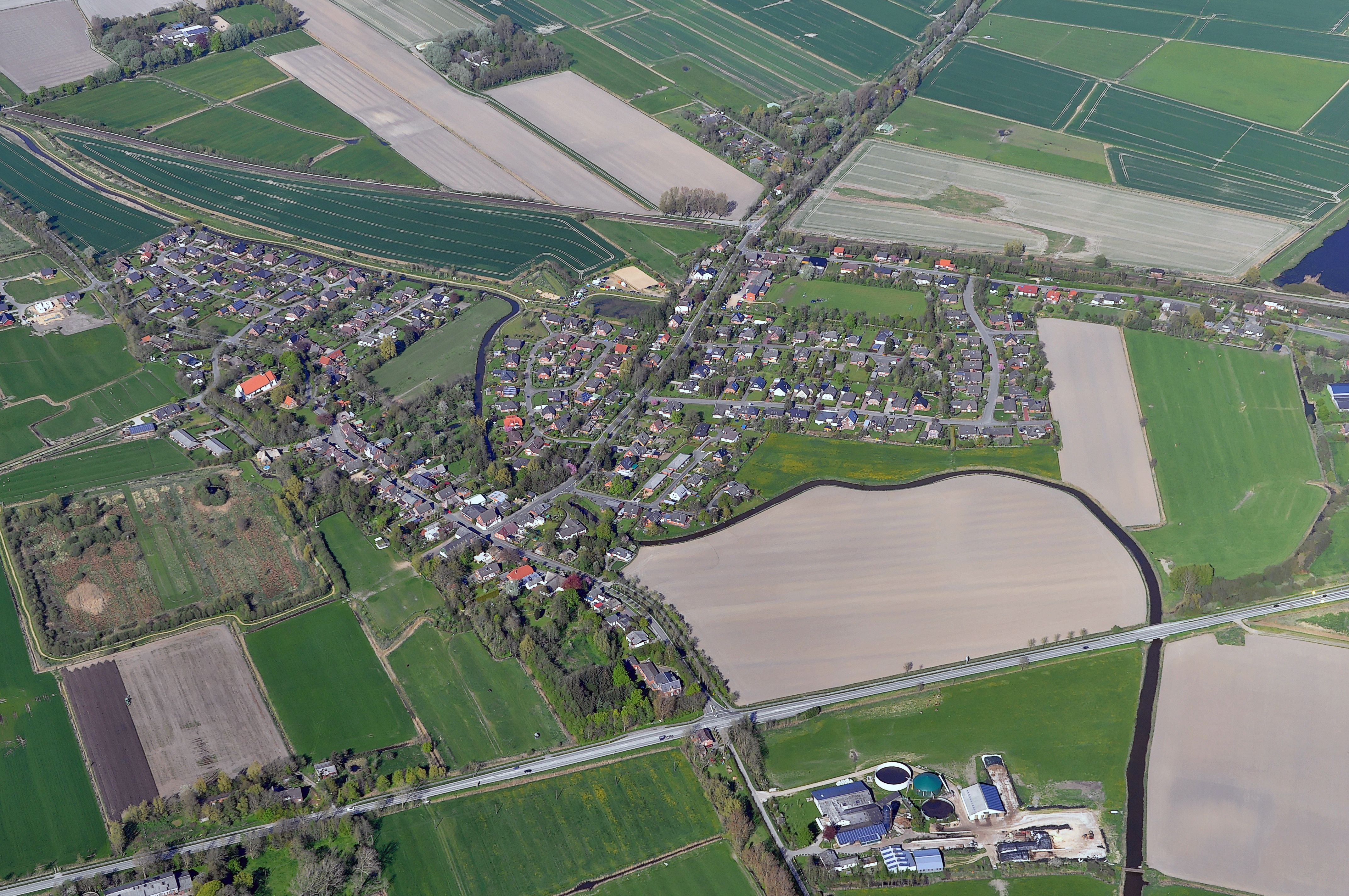
Luftbild (Mai 2012)

### Geografische Lage
Das Gemeindegebiet von Koldenbüttel erstreckt sich nördlich und westlich des unteren Treenelaufs gegenüber von Friedrichstadt am Überlauf von der Niederung in den Naturraum Eiderstedter Marsch. Die Gebiete im südlichen und westlichen Teil des Gemeindegebietes entlang der Eider sind heute eingedeichte Flächen unter anderem des Büttel-, Freesen- und Schwenkenkoogs, die nordöstlichen zählen zur Herrnhallig. Der ursprüngliche, natürliche Verlauf zur Eider hin erfolgte entlang des heutigen Saxfährer Sielzugs weiter westlich von Friedrichstadt. Koldenbüttel gilt als östlichste Gemeinde der Halbinsel Eiderstedt.

### Gemeindegliederung
Büttel, Herrnhallig, Norddeich und Süderdeich liegen im Gemeindegebiet.

### Geologie
Die Gemeinde liegt im östlichen Landschaftsbereich der Eiderstedter Marsch und in Teilen zur Eider-Treene-Niederung der Schleswigschen Geest. Bis zur Treeneabdämmung von 1570 war das Gemeindegebiet durch die von der Nordsee heraufsteigenden Flutpegel auch Sturmfluten der Nordsee ausgesetzt.

## Geschichte
Koldenbüttel geht auf eine ältere Siedlung/Heimatstätte „-büttel“ zurück, die zur Zeit der Völkerwanderung verlassen und vor 1000 bis 1200 Jahren wieder besiedelt wurde. Der Ortsname bedeutet dementsprechend auch „kalte (im Sinne von erkaltete, erloschene) Siedlung“.
Die St.-Leonhard-Kirche wurde um 1200 von friesischen Einwanderern, die um 1100 in Eiderstedt siedelten, errichtet. An derselben Stelle gab es in vorchristlicher Zeit eine heilige Quelle. Der Ort taucht urkundlich erstmals 1352 auf. Der einzeln stehende Kirchturm aus Holz (Glockenstapel) in Koldenbüttel ist der älteste seiner Art in Schleswig-Holstein. Das Holz, aus dem er errichtet wurde, wurde nachweislich um 1461 gefällt. Das Pastorat wurde 1658 erbaut.
Mit der Eingliederung Schleswig-Holsteins in die preußische Verwaltung als Provinz Schleswig-Holstein kam Koldenbüttel 1867 zum Kreis Eiderstedt und bildete ab 1889 einen eigenen Amtsbezirk, ab 1948 ein eigenes Amt. Seit dem 26. April 1970 gehört Koldenbüttel zum Kreises Nordfriesland. Der Ort war zunächst im Amt Friedrichstadt eingegliedert. Nach dessen Auflösung im Jahr 2008 zählt er zum Amt Nordsee-Treene.
Am 1. Januar 1974 wurde ein Gebiet mit damals etwa 30 Einwohnern an Friedrichstadt abgetreten.

## Politik

### Gemeindevertretung
Bei der im Rahmen der Kommunalwahlen in Schleswig-Holstein 2023 durchgeführten kommunalen Gemeinderatswahl erreichten die von der Wählergemeinschaft aufgestellten Kandidaten ein Stimmenergebnis von 77,1 %, die Bewerber der SPD 22,9 %. Somit ergibt sich in der aktuellen Amtsperiode (2023–2028) eine Sitzverteilung von 8 zu 3. Weitere Kandidaten waren bei der Wahl nicht angetreten. Die Wahlbeteiligung lag bei 63,3 %.

### Bürgermeister
In der konstituierenden Sitzung der Gemeindevertretung wurde Detlef Honnens (WGK) für die Wahlperiode 2023–2028 erneut zum Bürgermeister gewählt. Er hatte das Amt bereits in den vorherigen Wahlperioden ab 2013 inne.

### Wappen
Blasonierung: „Unter grünem Wellenschildhaupt, darin eine waagerechte gesprengte goldene Kette, in Silber zwei schmale blaue Wellenbalken über einem blauen Dreispitzzinnenschildfuß, darin ein schmaler silberner Wellenbalken.“

## Kultur und Sehenswürdigkeiten
Das Kirchdorf Koldenbüttel ist von zahlreichen Gehöften und kleineren Katen umgeben, die sich in verschiedenen Kögen noch auf Gemeindegebiet und oft auf Warften befinden. Von den einst 35 Haubargen steht heute noch einer: der Riesbüllhof. Der Schütthof wurde im Dezember 2008 durch ein Feuer zerstört.
Neben der Kirche steht das Diakonat. Das 1969 gebaute Gebäude wird vom Giebel seines Vorgängerbaus von 1614 gekrönt. Das Pastorat befindet sich seit 1754 im 1658 gebauten Marschbürgerhaus.
Seit 1997 findet im Ort jährlich die Veranstaltungsreihe „Koldenbüttler Sommer“ mit Konzertabenden und Kunstausstellungen statt.

## Wirtschaft und Infrastruktur

### Wirtschaftsstruktur
Die Wirtschaft Koldenbüttels ist sehr ländlich geprägt. Die landwirtschaftliche Produktion und die Wohnfunktion sind von großer Bedeutung. Im Gemeindegebiet gibt es weitläufige Wohnsiedlungen, viele Einwohner pendeln nach Friedrichstadt, Husum, Tönning oder Heide.

### Verkehr

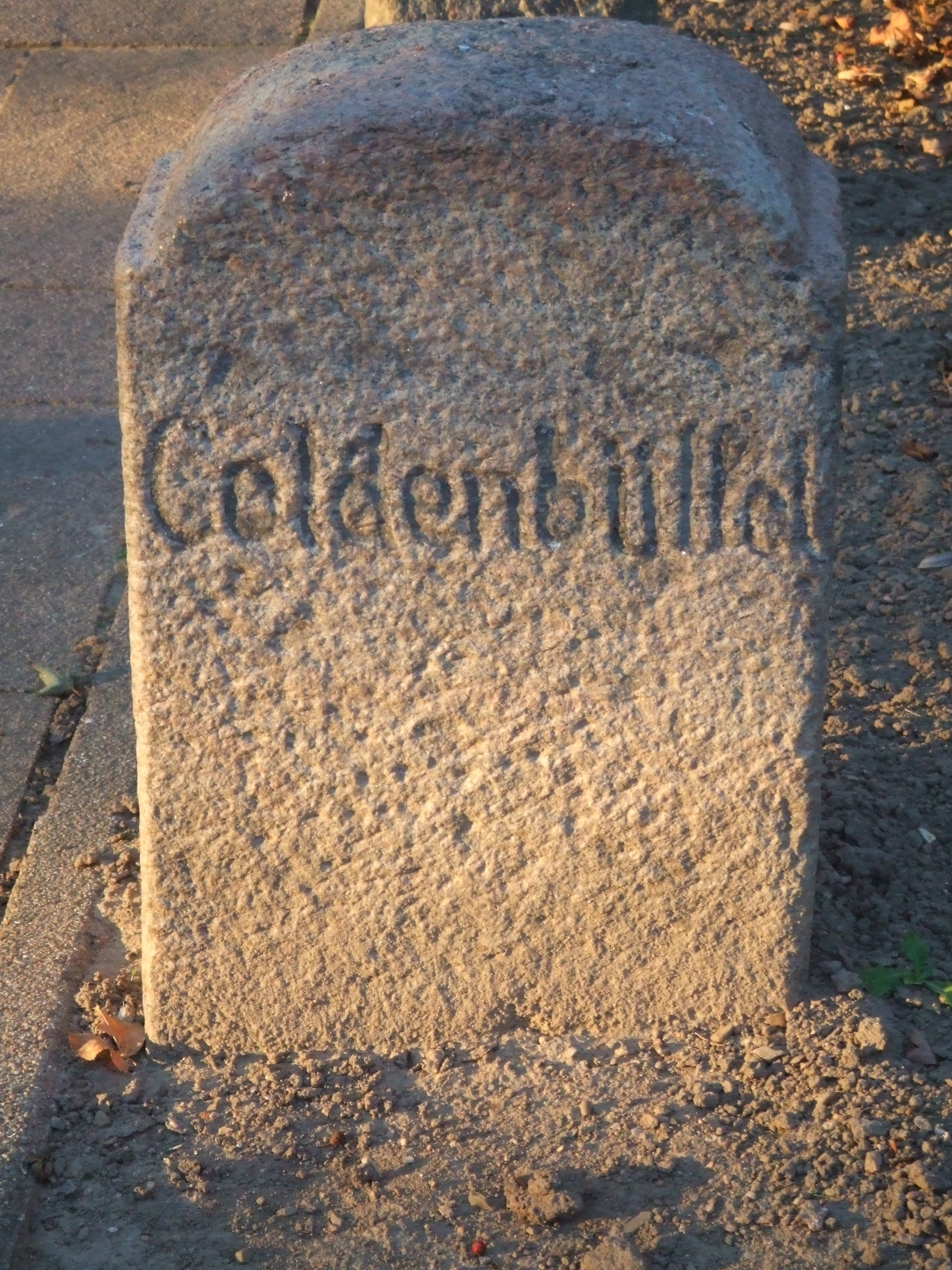
Historischer Grenzstein von Coldenbüttel

Durch das südwestliche Gemeindegebiet verläuft am Südrand des namengebenden Dorfs die Bundesstraße 202 durch das Gemeindegebiet. Beim Ortsteil Bütteleck  vereinigt sie sich auf wenigen Kilometern mit der von Husum kommenden Bundesstraße 5 bis nach Tönning. Während von dort die B 202 in westlicher Richtung weiter nach St. Peter-Ording führt, quert die B 5 in südlicher Richtung die Eider in Richtung Heide i. H. In östlicher Richtung bindet die B 202 Koldenbüttel nach Fockbek an, wo sie sich kurz mit der Bundesstraße 203 vereinigt und schließlich im Nachbarort Rendsburg nach Querung des Rendsburger Kanaltunnels in die Bundesautobahn 210 übergeht.
Im ÖPNV war der Ort seit 1854 zunächst über die Bahnstrecke Flensburg–Husum–Tönning mit seinem Haltepunkt Büttel im westlichen Gemeindegebiet direkt an das frühe dänische Eisenbahnnetz angebunden. Nach dem Bau der Marschbahn, die im Jahr 1887 schließlich bis über Friedrichstadt hinaus verlängert wurde, verbesserte die Situation schlagartig, da der neue Reichsbahnhof von Friedrichstadt direkt an die Dorflage von Koldenbüttel grenzt. Der ursprüngliche Haltepunkt Büttel wurde schließlich aufgelassen.
Die entlang der westlichen Treene-Abdämmung verlaufende Straßenverbindung parallel zur Marschbahn ermöglicht einen direkten Zugang zum Friedrichstädter Bahnhof samt der benachbarten Stadt. Diese endet direkt westlich am Bahnübergang der B 202 in Friedrichstadt.

## Söhne und Töchter der Gemeinde
- Anna Ovena Hoyer (1584–1655), deutsche Barockdichterin
- Wilhelm Peters (1815–1883), Naturforscher und Zoologe
- Christian Heinrich Friedrich Peters (1813–1890), deutsch-amerikanischer Astronom
- Friedrich Sass (1883–1968), Maschinenbauer und Hochschullehrer

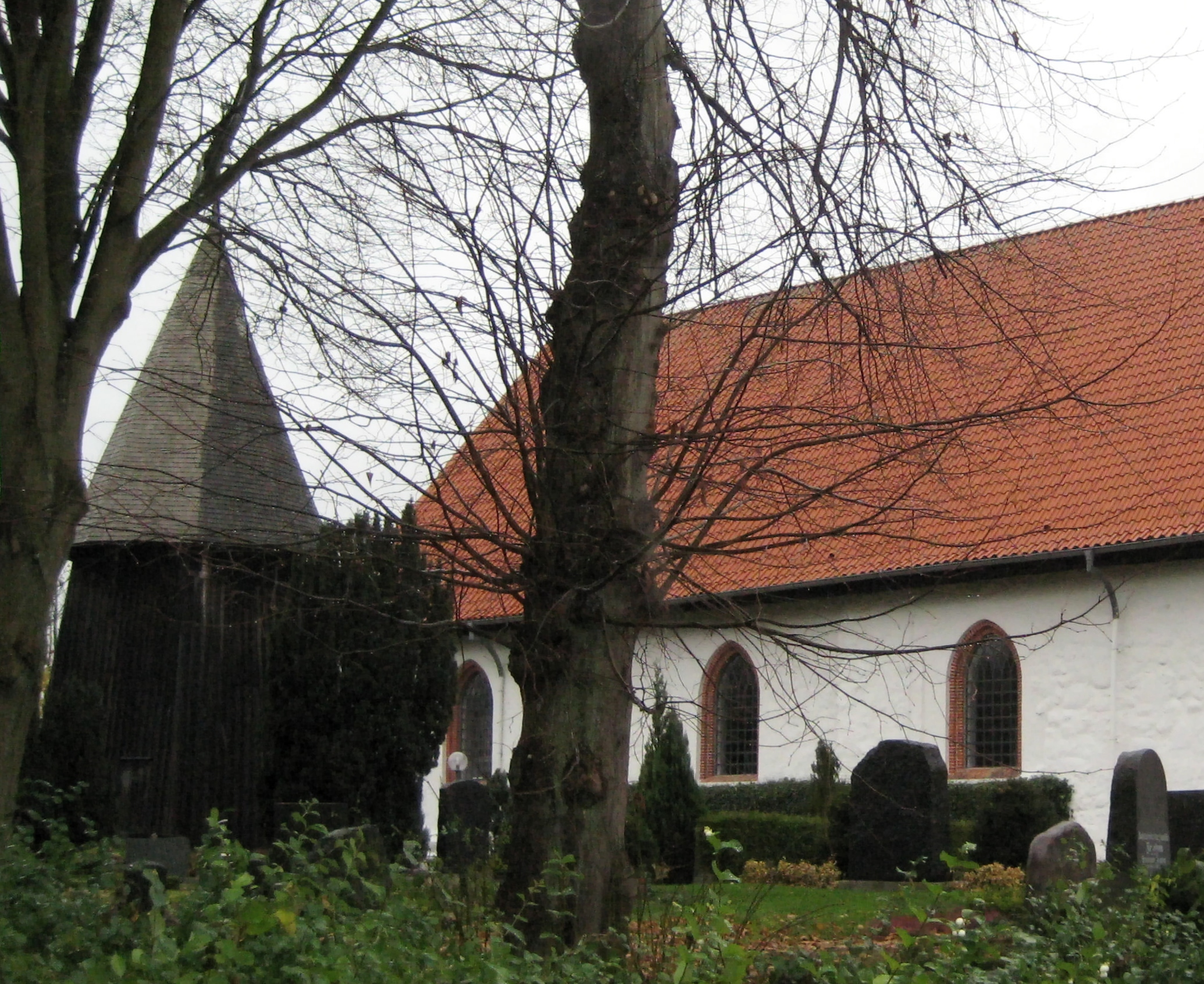
St.-Leonhard-Kirche mit dem danebenstehenden Glockenstapel
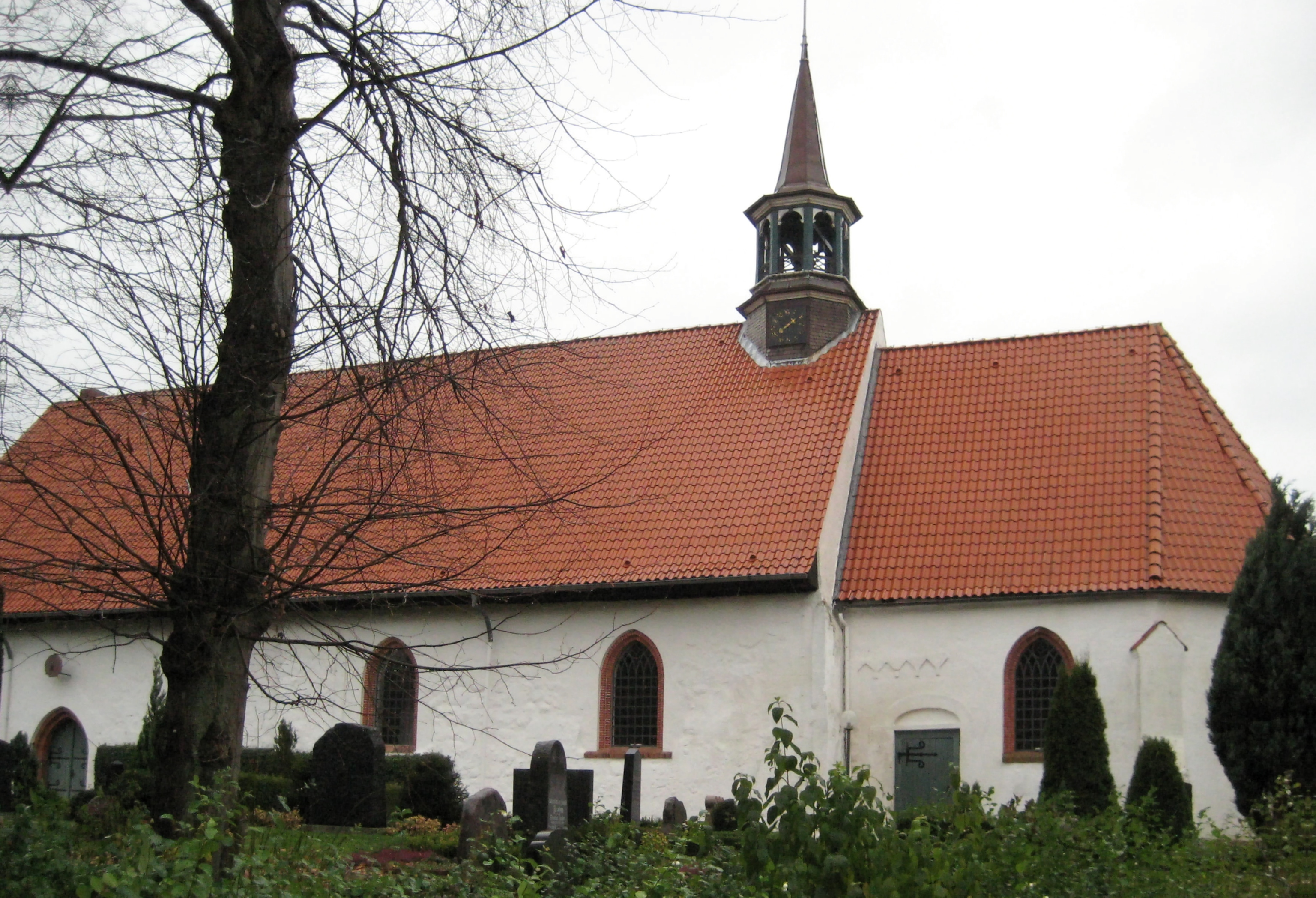
St.-Leonhard-Kirche
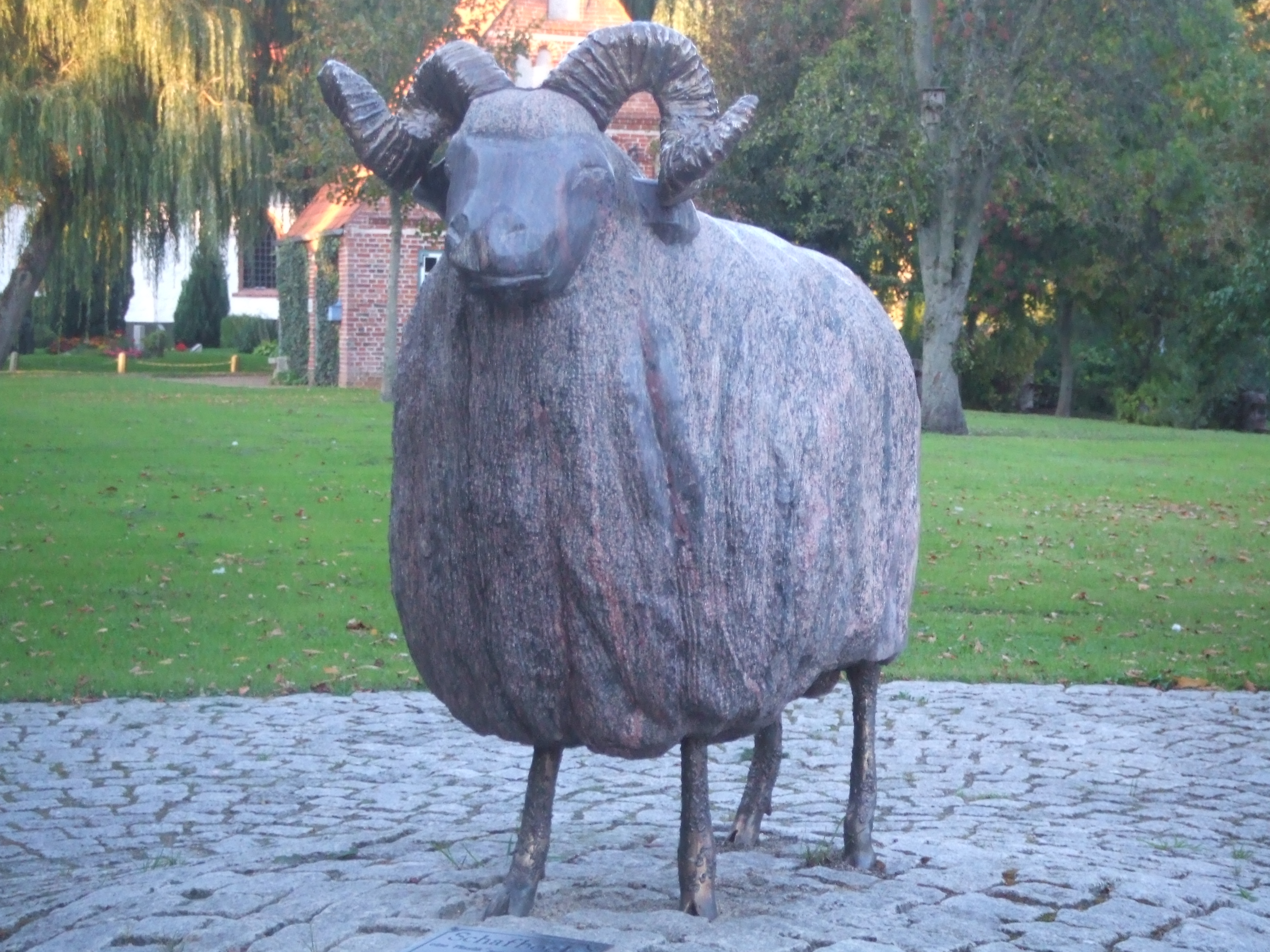
Plastik von Lothar Frieling, 2001, vor der St.-Leonhard-Kirche